# Pfrontener Bergwiesenkönigin
Die Pfrontener Bergwiesenkönigin ist eine  Repräsentationsfigur der Gemeinde Pfronten. Die Produktkönigin wurde 1999 erstmals als Pfrontener Heukönigin gekürt. 2012 wurde der ursprüngliche Name Pfrontener Heukönigin in Pfrontener Bergwiesenkönigin geändert.

## Funktion
Die Pfrontener Bergwiesenkönigin wird für gewöhnlich alle zwei Jahre im Sommer neu gewählt und vertritt als ehrenamtliche Tourismusbotschafterin den Ort in der Öffentlichkeit bei auswärtigen Veranstaltungen sowie bei Terminen vor Ort. Die Bergwiesenkönigin tritt überparteilich und neutral auf. Als Sympathiefigur und Imageträger vertritt die Bergwiesenkönigin insbesondere die Profilierung der Gemeinde als Heuort.
Die Pfrontener Bergwiesenkönigin repräsentiert in der Eigendarstellung der Tourismusförderung Pfronten eine einzigartige Kulturlandschaft in den Allgäuer Alpen, die bereits den Bayerischen Märchenkönig Ludwig II. faszinierte und zum Bau der weltbekannten Königsschlösser bewegte. Der Erhalt der ökologisch und landschaftsästhetisch sehr wertvollen Bergwiesen ist von einer extensiven Berglandwirtschaft abhängig. Seit einigen Jahren wird das Bergwiesenheu nicht nur als Viehfutter, sondern auch als Rohstoffbasis für Heupflegeprodukte und Heukosmetika sowie Heuwickel, Heuvlies, Heustempel und in der Gastronomie (Heuküche mit z. B. Schinken im Heumantel, Heulikör, Heuschnaps) verwendet.
Die jeweilige Pfrontener Bergwiesenkönigin repräsentiert die Region auf der Grünen Woche.

## Titelträgerinnen
- 1999–2001: Angelika Wohlfart (Angelika I.)
- 2001–2003: Elke Wohlfart (Elke I.)[2]
- 2003–2006: Katharina Mörz (Katharina I.)[3]
- 2006–2007: Lena Rubin (Lena I.)[4]
- 2007–2009: Michaela Laschewski (Michaela I.)[5]
- 2009–2011: Susanne Egger (Susanne I.)[6][7]
- 2011–2014: Sandra Ringmann (Sandra I.)[8]
- 2014–2016: Sinja Münchenbach (Sinja I.)
- 2016–2018: Kathi Goldstein (Kathi II.)
- 2019–2021: Anna Kleinhans (Anna I.)
- 2022–2024: Lisa Marie Weigl (Lisa I.)[9]

## Satirische Verwendung
Thea Dorn sowie Sven Siedenberg persiflierten die Heukönigin neben anderen Marken- oder Produktköniginnen deutscher Provenienz als Zeichen für eine nach wie vor nicht abgeklungene Sehnsucht nach monarchischer Repräsentation wie provinzieller Heimattümelei.